# Товия бен Елиезер
Товия (Тувия, Тобия) бен Елиезер (на иврит: טוביה בר אליעזר) е еврейски духовник (равин), талмудист и поет от XI век. Бен Елиезер е автор на „Леках Тов“ или „Песикта Зутарта“, мидраш коментар на Петокнижието и на Мегилот (Петте свитъка).

## Биография
Роден е около 1050 година в Костур, България, тогава във Византийската империя. Известен е като Явани, тоест Гръка. Леополд Цунц (Gottesdienstliche Vorträge der Juden, с. 293 и сл.), базирайки се на това, че Бен Елиезер нарича баща си „Великият“ и че споменава клането в Майнц от 1096 година, смята, че той е роден в Майнц, и че е син на Елиезер бен Исак аГадол, който според Давид Конфорте (Ḳore ha-Dorot, p. 8b) е бил един от учителите на Раши. Соломон Бубер обаче, позовавайки се на свидетелството на сънародника на Товия Юда Леон бен Моисей Москони в неговия суперкоментар на коментара на Ибн Езра върху Петокнижието, доказва, че Товия е роден в Костур, България. Според него авторът на коментара споменат от Ибн Езра в предговора на книгата му, е някой си Меир от Костур, ученик на Товия бен Елиезер. От друга страна, в коментара си върху Еклесиаст, Товия споменава равин Самсон като свой учител и Бубер предполага, че той може би е идентичен с този Самсон, който е споменат от Раши в коментара му върху Исай lviii. 14 и Амос vi. 3. Поради учеността си Товия застава начело на Костурската еврейска община.
Тъй като в трудовете си Тобия често напада караитите и освен това демонстрира дълбочинно познание на мюсюлманските обичаи, Соломон Юда Льоб Рапопорт в биографията си на Елеазар бен Калири, бележка 33 (в Бикуре ха Итим, x. 122 – 123), стига до извода, че към края на живота си Тобия се заселва в Палестина. Според други сведения в 1096 година е повикан за равин на Солун, където основава йешива и живее до края на живота си.

## „Леках Тов“

### Заглавие
От различните дати, давани от Товия в труда му, може да се заключи, че книгата е писана в 1097 година и ревизирана в 1107 или 1108 година. Самият Товия озаглавява книгата си „Леках Тов“, правейки алюзия със собственото си име, и така трудът е цитиран от ранните равини, например Ибн Езра (l.c.), Ашер бен Йехиел в „Илхот Тефилин“, Зедекия бен Авраам Анав в „Шиболе аЛекет“ (§ 118) и много други. От средата на XVI век обаче книгата най-често е назовавана „Песикта Зутарта“ (тоест Малката Песикта) за разлика от „Песикта Рабати“ (Голямата Пескита). Второто заглавие се дължи на издателите на частта, отнасяща се до „Левит“, „Числа“ и „Второзаконието“ (Венеция, 1546), които не откриват заглавие на ръкописа, но забелязват, че всеки стих е предшестван от פס писка и заключват, че книгата се казва така. Оттук римуваното заглавие, което според Цунц (l.c.) е създадено от коректора Йохан Тревес, започва с פסיקתא זוטרתא או רבתא (Песикта, била малка или голяма).
В колофона издателите я наричат „Песикта Зутарта“. Благодарение на това заглавие книгата е обърквана с „Песикта Рабати“ на Гедалия ибн Рахия бен Йосиф (Шалшелет ха Кабала p. 24b, Амстердам, 1697) от Йехиел бен Соломон Хайлприн (Седер ха Дорот i.), от Азария дей Роси (Меор Енаим, гл. xix.), и от много други. „Леках Тов“ на практика е наполовина коментар, наполовина агада, покриваща цялото Петокнижие и Мегилот. Всеки седмичен урок е въведен с библейски стих, съдържащ думата „тов“. Освен това в текста често се казва „Аз, Товия бен Елиезер“ или „Товия каза“. В йерусалимския ръкопис често се среща и изразът „нашият учител Товия бен Елиезер“, от което може да се заключи, че „Леках Тов“ е писана от ученици на Товия, но по-задълбочен анализ на текста на този и на флорентинския ръкопис показва, че изразът е просто грешка на йерусалимския преписвач.

### Употреба
От своя страна Товия е цитиран от тези ученици на Раши, които редактират „Ликуте аПардес“, както и от Менахем бен Соломон в неговата „Сехел Тов“, Яаков Там в „Сефер аЯшар“, Рашбам в коментара му на Петокнижието, Ибн Езра, караита Товия бен Моисей в неговата „Йехи Меорот“, Исак бен Аба Мари в „Сефер аИтур“, Исак бен Моше от Виена в „Ор Заруа“, Цедекия бен Авраам, Йеуда бен Елиезер в „Минхат Йеуда“, Елиезер бен Натан в неговия пият „Лел Шимурим“ и много по-късни библейски коментатори, алахисти и казуисти. Очевидно „Леках Тов“ е смятана за авторитет от германските, френските и италианските, но не и от ранните испански учени, от които само Ибн Езра я споменава пренебрежително. Но по-късните испански автори, които след Алхамбрийския декрет и изгонването се заселват в Изтока, смятат „Леках Тов“ за основен източник за трудовете си.

### Издания
В 1546 година във Венеция е издадена само част от „Леках Тов“ – тази покриваща „Левит“, „Числа“ и „Второзаконието“. Същата част по-късно е снабдена с латинска транслитерация и издадена под името „Песикта“ от Блайзио Уголино в неговия „Thesaurus Antiquitatum Sacrarum“ (xv.-xvi.), а после пак е публикувана от Аарон бен Моисей Падуа под загланието „Мидраш Леках Тов“ във Вилнюс в 1880 година с кратък коментар, биюр. Четири години по-късно, в 1884 година, отново във Вилнюс е публикувана частта върху „Битие“ и „Изход“, също под заглавието „Мидраш Леках Тов“, от Соломон Бубер, който добавя дълъг увод и обширни бележки. В 1855 година Йелинек публикува извадки от частта върху Мегилот. Коментарът върху „Плача Йеремиев“ е редактиран и издаден във Франкфурт на Майн от Якоб Нахт (Tobiah b. Eliezer's Commentar zu Threni, 1895), а този върху Рут от Зелигман Баер Бамбергер в Майнц в 1887 година.

## Поезия
Товия е известен и като ивритски поет, като от него са запазени обаче само четири стихотворения. Едното е въведение към коментара му върху „Битие“, а второто е епилогът на същия коментар. И двете са акростихове на „Товия бар Елиезер Хазак“. Третото стихотворение е кратък акростих на „Товия“, оформящо епилога на „Левит“. Последното четвърто е селихот, започващ с „Аз съм този, който съм“, като стиховете са подредени в азбучен ред и подписани „Товия б. Елиезер Хазак“. Това стихотворение е публикувано от Бубер на края на въведението му към „Леках Тов“.